# 미다그 왕국
다두 왕국(大肚王国) 또는 미다그 왕국(Kingdom of Middag)은 파이완족(排灣族)에 의해 876년간(854년~1732년) 대만 지역에 존속했던 부족 연합왕국이다. 876년간 35명의 왕이 있었으나, 정확한 재위 기간과 이름은 전해지지 않고 있으며, 2명의 왕의 이름만 전해진다.

## 역사
- 9세기: 말레이계 파이완족이 이주하면서 건국되었다.
- 10~12세기: 말레이시아와 오세아니아로부터 아메이족(阿美族), 타이야족(泰雅族), 부눙족(布農族), 루카이족(魯凱族), 베이난족(卑南族), 쩌우족(鄒族), 싸이샤족(賽夏族), 다우족(達悟族), 사오족(邵族), 가마란족(噶瑪蘭族), 타이루거족(太魯閣族) 등이 이주하면서 수많은 부족의 각축장이 되었고, 족장이 왕의 간접통치를 받는 연합왕국체제가 되었다.
- 13세기: 원나라가 펑후 제도에 행정 기관을 설치했지만 다루가치만 파견했을뿐 직접 통치하지는 않았다.
- 14세기: 한족 등이 세운 명나라가 펑후 제도를 차지 했지만, 역시 대만을 통치하지는 못했다.
- 1648년: 간쯔샤마루 왕이 즉위했다.
- 17세기: 스페인이 대만의 북부 지역(타이베이시, 지룽시, 신베이시 일원)을 점령하고, 네덜란드의 동인도 회사가 대만의 남부 지역(타이난시 일원)을 점령하면서 미다그 왕국은 소멸되었다.

## 사진

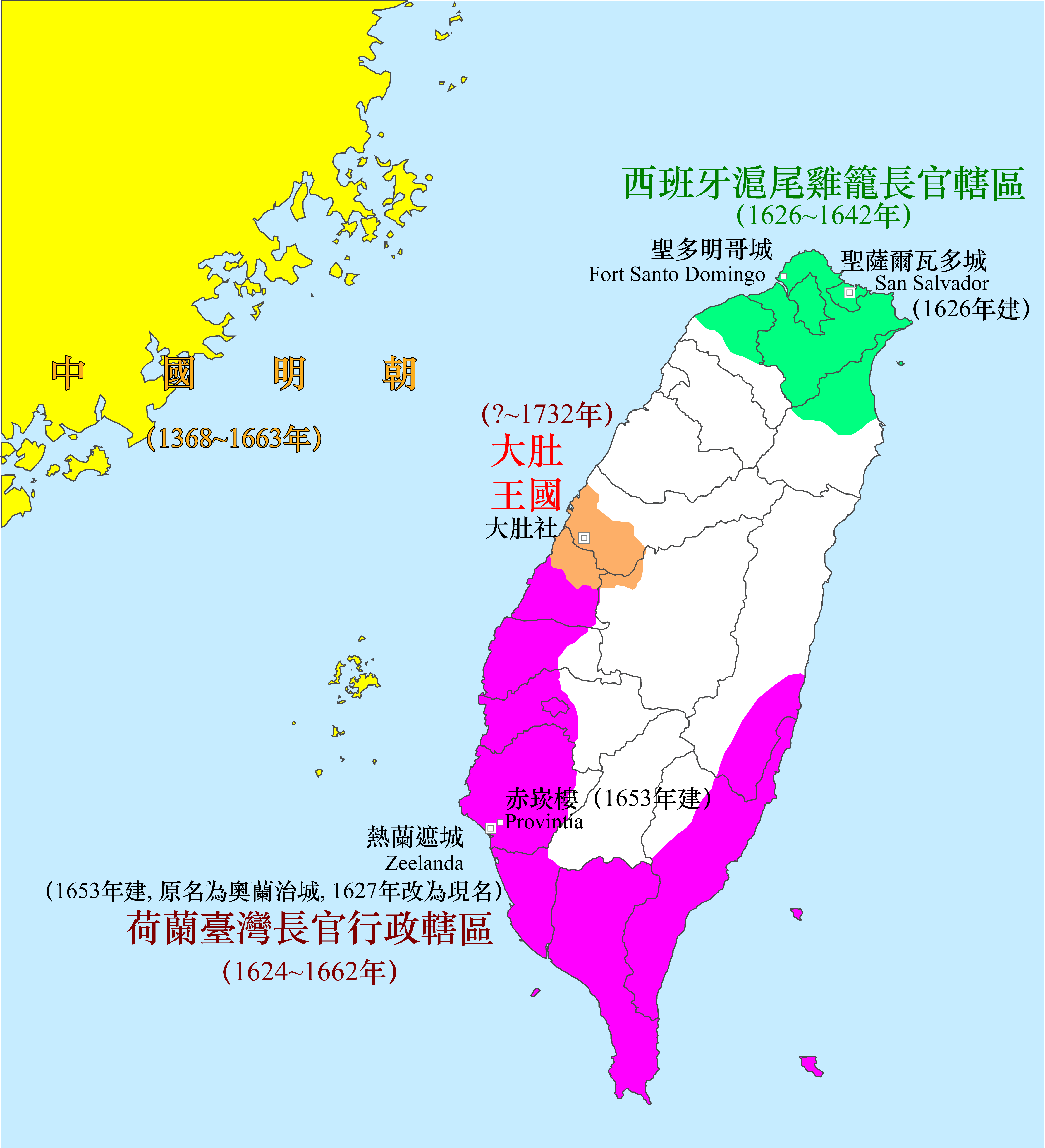
주황색은 미다그 왕국의 대략적인 위치. 자주색과 녹색은 네덜란드와 스페인 영토를 가리킨다.